# HD 191806
HD 191806 är en ensam stjärna belägen i den norra delen av stjärnbilden Svanen. Den har en skenbar magnitud av ca 8,09 och kräver åtminstone en stark handkikare eller ett mindre teleskop för att kunna observeras. Baserat på parallaxmätning inom Hipparcosuppdraget på ca 14,4 mas, beräknas den befinna sig på ett avstånd på ca 226 ljusår (ca 69 parsek) från solen. Den rör sig närmare solen med en heliocentrisk radialhastighet på ca –15,5 km/s.

## Egenskaper
HD 191806 är en gul till vit stjärna i huvudserien av spektralklass K0 E. Den har en massa som är ca 1,1 solmassor, en radie som är ca 1,6 solradier och har ca 2,2 gånger solens utstrålning av energi från dess fotosfär vid en effektiv temperatur av ca 6 000 K.

## Planetsystem
År 2016 upptäcktes en massiv gasjätteplanet i omlopp kring HD 191806.
| Planet | Massa           | Halv storaxel (AE) | Siderisk omloppstid (d) | Excentricitet | Inklination | Radie |
| ------ | --------------- | ------------------ | ----------------------- | ------------- | ----------- | ----- |
| b      | ≥8,52 ± 0,63 MJ | 2,8 ± 0,1          | 1 606,3 ± 7,2           | 0,259 ± 0,017 | -           | -     |